# Panorpa bistriata
Panorpa bistriata är en näbbsländeart som beskrevs av Syuti Issiki 1929. Panorpa bistriata ingår i släktet Panorpa och familjen skorpionsländor. Inga underarter finns listade i Catalogue of Life.